# Kattsnuva

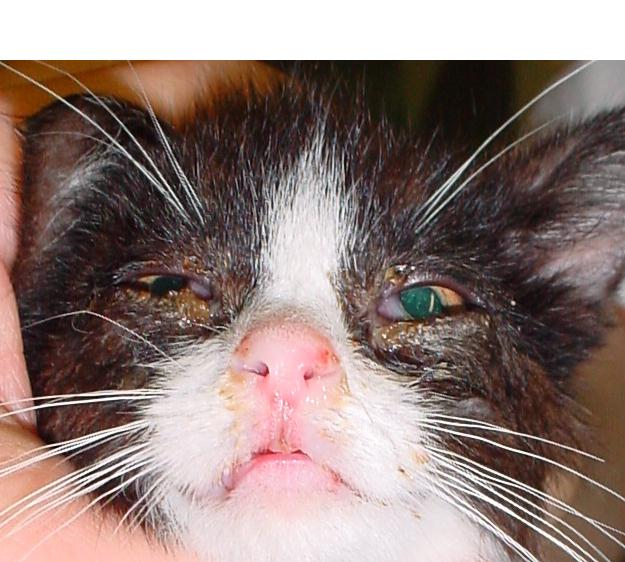
Kattsnuva orsakad av herpesvirus.

Kattsnuva är en luftvägsinfektion hos katt som kan ha olika orsaker. I de allra flesta fall beror kattsnuva på virus, oftast herpes- eller calicivirus. I andra fall ger bakterier som Chlamydophila felis eller Bordetella bronchiseptica upphov till sjukdomen. 